# Vir gloriosus
Vir gloriosus (latin pour « homme glorieux », en grec ἔνδοξος, « endoxos ») ou gloriosissimus (« le plus glorieux », en grec ἐνδοξότατος, « endoxotatos ») est le rang le plus élevé pouvant être offert à l'aristocratie sénatoriale de l'Empire romain d'Orient, dit byzantin, au VIe siècle. Ce titre est introduit après la prolifération, et donc la dévalorisation, de titres sénatoriaux antérieurs, tel que vir illustris.
Ce titre est réservé aux titulaires des plus hautes fonctions de l'État, c'est-à-dire les magistrum militi, les préfets du prétoire, les quaestor sacri palatii et les magister officiorum. Il est également offert comme titre honorifique à d'importants chefs barbares, comme Théodoric le Grand, qui étaient officiellement des sujets impériaux. Les comites (comtes), bien qu'importants, obtiennent le titre de  magnificentissimus (« le plus magnifique », en grec μεγαλοπρεπέστατος, « megaloprepestatos »).